# Korona Ludwika XV

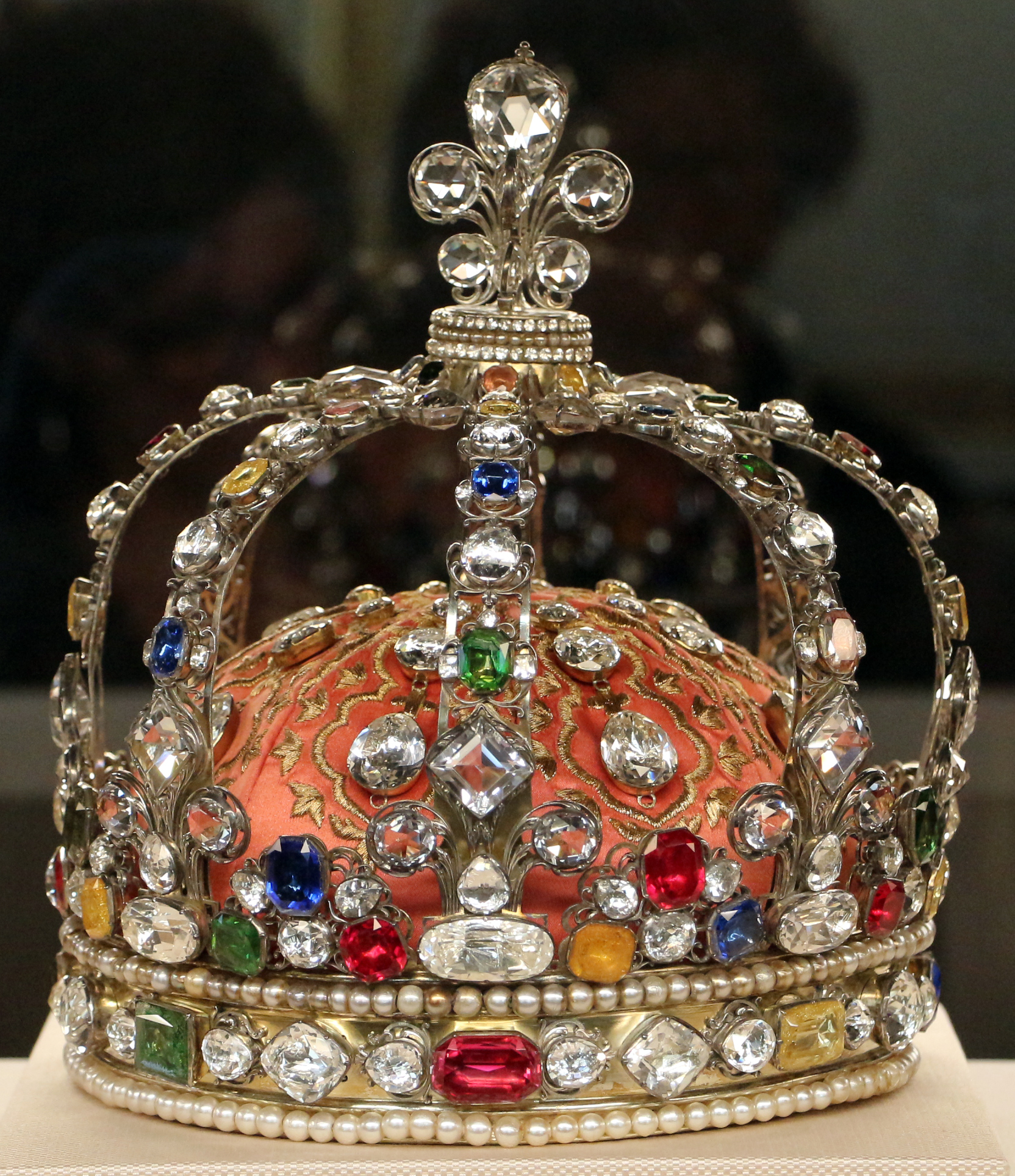
Korona Ludwika XV

Korona Ludwika XV (fr. Couronne de Louis XV) – prywatna korona królewska Ludwika XV

## Historia
Insygnium wykonane w 1722 roku przez jubilera Claude'a Rondé na uroczystości koronacyjne króla Francji, Ludwika XV. W 1729 roku korona została przekazana do opactwa Saint-Denis. W 1793 roku została skradziona ze skarbca wraz z innymi insygniami królewskimi. Jako jedyna korona królów francuskich uniknęła zniszczenia i przetopienia. 
Po restauracji monarchii Burbonów we Francji, w 1825 roku została wykorzystana podczas uroczystości koronacyjnych Karola X w Reims. Przechowywana była w tym czasie w pałacu Trianon. W 1852 roku została przekazana do Luwru.
W 1885 roku jako pamiątka narodowa uniknęła zniszczenia i przetopienia. Wymontowano z niej jednak większość kamieni szlachetnych, które zastąpiono szklanymi imitacjami.
Korona Ludwika XV przechowywana jest w Galerii Apollina w Luwrze w Paryżu. 

## Opis
Barokowa korona zamknięta ośmioma kabłąkami. Pierwotnie wysadzana 282 diamentami, 16 rubinami, 16 szafirami, 16 szmaragdami i 237 perłami, które pochodziły w większości z kolekcji kardynała Mazzarina. Na jej szczycie zamiast krzyża zamocowana jest diamentowa lilijka (symbol heraldyczny królewskiej dynastii francuskiej).
Pierwotnie jej obręcz czołową zdobił brylant Regent, który został z niej wydłubany podczas Rewolucji Francuskiej i w 1804 roku został umieszczony w szpadzie koronacyjnej Napoleona I. Innym znanym diamentem zdobiącym w XVIII wieku koronę Ludwika XV był umieszczony na jej szczycie Sancy, który został z niej wyjęty w czasach panowania Ludwika XVI.